# Minnesota Lynx 2007
La stagione 2007 delle Minnesota Lynx fu la 9ª nella WNBA per la franchigia.
Le Minnesota Lynx arrivarono seste nella Western Conference con un record di 10-24, non qualificandosi per i play-off.

## Roster
| N° | Naz.                   | Ruolo | Sportivo            | Anno | Alt. | Peso |
| -- | ---------------------- | ----- | ------------------- | ---- | ---- | ---- |
| 1  | Italia (bandiera)      | A     | Kathrin Ress        | 1985 | 193  | 94   |
| 3  | Stati Uniti (bandiera) | A     | Nicole Ohlde        | 1982 | 196  | 79   |
| 5  | Stati Uniti (bandiera) | G     | Megan Duffy         | 1984 | 170  | 61   |
| 8  | Stati Uniti (bandiera) | G     | Kiesha Brown        | 1979 | 178  | 61   |
| 10 | Stati Uniti (bandiera) | G     | Lindsey Harding     | 1984 | 173  | 63   |
| 14 | Stati Uniti (bandiera) | G     | Shay Murphy         | 1985 | 180  | 74   |
| 20 | Stati Uniti (bandiera) | A     | Tamika Williams     | 1980 | 188  | 93   |
| 23 | Stati Uniti (bandiera) | G     | Amber Jacobs        | 1982 | 173  | 67   |
| 25 | Russia (bandiera)      | A     | Svetlana Abrosimova | 1980 | 188  | 77   |
| 33 | Stati Uniti (bandiera) | G     | Seimone Augustus    | 1984 | 183  | 81   |
| 34 | Stati Uniti (bandiera) | G     | Navonda Moore       | 1984 | 173  | 66   |
| 42 | Stati Uniti (bandiera) | A     | Tiffany Stansbury   | 1983 | 191  | 83   |
| 44 | Stati Uniti (bandiera) | A     | Kristen Mann        | 1983 | 188  | 82   |
| 45 | Stati Uniti (bandiera) | G     | Noelle Quinn        | 1985 | 183  | 79   |

## Staff tecnico
- Allenatore: Don Zierden
- Vice-allenatori: Teresa Edwards, Carolyn Jenkins, Ed Prohofsky
- Preparatori atletici: Chuck Barta, Kristi Meyer
- Preparatore fisico: Tom Conroy